# 최대식
최대식(崔大植, 1965년 1월 10일 ~ 2024년 3월 27일)은 대한민국의 전직 축구 선수 출신 축구 지도자로 현역 시절 부산 아이파크, FC 서울, 오이타 트리니타에서 미드필더로 활약했다.

## 수상

### 클럽 (선수)
부산 아이파크
- K리그1 : 3위 (1989)
- 전국축구선수권대회 : 우승 (1989), 준우승 (1988)

FC 서울
- K리그1 : 우승 (1990), 준우승 (1993), 4위 (1992)
- 리그컵 : 준우승 (1992, 1994)

 오이타 트리니타
- J2리그 : 3위 (1999, 2000)

### 국가대표팀 (선수)
대한민국
- 아시안 게임 : 4위 (1994)

### 개인
- K리그1 도움상 : 1990

## 참고 자료
- K리그 전설 사람이 된 후, 챔피언이다 - 최대식 ①
- K리그 전설 사람이 된 후, 챔피언이다 - 최대식 ②